# 가타하라정
가타하라정(形原町)은 아이치현 호이군에 설치되었던 정이다. 현재의 가마고리시에 해당한다.